# 足寄分屯地
足寄分屯地（あしょろぶんとんち、JGSDF Vice-Camp Asyoro）とは、北海道足寄郡足寄町平和173に所在し、足寄弾薬支処等が駐屯する陸上自衛隊帯広駐屯地の分屯地である。
分屯地司令は、足寄弾薬支処長が兼務。

## 沿革
- 1994年（平成06年）3月28日：陸上自衛隊北海道地区補給処足寄弾薬支処が置かれた[1]。
- 1998年（平成10年）3月26日：中央補給処の整理統合に伴い北海道補給処に改称。
- 2023年（令和05年）9月18日：次年度より弾薬庫整備のための調査を実施することが報道[2]。

## 駐屯部隊

### 北部方面隊隷下部隊
- 北海道補給処
  - 足寄弾薬支処
- 北部方面システム通信群
  - 第101基地システム通信大隊
    - 第302基地通信中隊
      - 足寄派遣隊

### 防衛大臣直轄部隊
- 北部方面警務隊
  - 第121地区警務隊
    - 足寄連絡班

## 最寄の幹線交通
- 高速道路：道東自動車道 足寄IC
- 一般道：国道241号、国道242号、国道274号、北海道道88号本別留辺蘂線
- 飛行場：帯広空港（第二種空港）